# Frandeux
Frandeux ist ein Ort in der Gemeinde Rochefort in der Region Wallonien in Belgien.

## Geschichte
Der Bischof von Lüttich bestätigte 817 dem Kloster St. Hubert Besitz in „Fandilionis“ (Wampach UQB I, Nr. 58). Zum Ende des Ancien Régime war Frandeux eine eigene Gemeinde, im Jahr 1811 wurde Frandeux dann Mont-Gauthier zugeordnet. Beide gehören seit dem Zusammenschluss belgischer Gemeinden am 1. Januar 1977 der Gemeinde Rochefort an.

## Sehenswürdigkeiten
Zum Ort gehört das Schloss Frandeux (Château Frandeux) und der Hof Ferme de Frandeux.